# Skrwilno
Skrwilno is een dorp in de Poolse woiwodschap Koejavië-Pommeren. De plaats maakt deel uit van de gemeente Skrwilno en telt 1700 inwoners.

## Geboren
- Marek Ostrowski (22 november 1959), Pools voetballer